# Christoph von Reichenbach-Goschütz
Christoph Joachim Heinrich Graf von Reichenbach-Goschütz (* 30. Dezember 1772 in Festenberg, Herzogtum Oels; † 27. Dezember 1845 in Schönwald, Herrschaft Tost-Peiskretscham) war ein preußischer Oberstleutnant und Träger des Ordens Pour le Mérite.

## Leben

### Herkunft
Heinrich Joachim Christoph Graf von Reichenbach-Goschütz entstammte dem schlesischen Uradelsgeschlecht Reichenbach, das unter preußischer Herrschaft ab 1742 zu großer Bedeutung als Standesherren und zu reichem Grundbesitz gekommen war. Seine Eltern waren Heinrich Graf von Reichenberg-Goschütz (1731–1790), Freier Standesherr auf Goschütz, Generalerblandpostmeister von Schlesien und Domherr von Magdeburg und Charlotte Auguste Prinzessin von Schwarzburg-Sondershausen (1732–1774), Tochter des Prinzen August I. von Schwarzburg-Sondershausen.

### Militärische Laufbahn
Christoph Graf von Reichenberg-Goschütz war das siebte Kind seiner Eltern. Als zweitgeborener Sohn konnte er die Standesherrschaft Goschütz nicht erben, weil diese den Vorschriften der Primogenitur unterlag und deshalb an seinen älteren Bruder Heinrich Leopold (1768–1816) vererbt werden musste. Deshalb wählte er den Beruf des Soldaten und wurde preußischer Kavallerie-Offizier. Im Jahre 1807 war er Premierlieutenant im Regiment des Generalmajors Elias Maximilian Henckel von Donnersmarck. Seine Einheit wurde nach der Niederlage von Jena und Auerstedt in Schlesien bei der Verteidigung der Festung Glatz eingesetzt. Hier zeichnete er sich in mehreren Gefechten so aus, dass der Kommandant von Glatz, Friedrich Wilhelm von Götzen, ihn dem König Friedrich Wilhelm III. zur Auszeichnung vorschlug. In dem Bericht vom 5. Oktober 1807 heißt es:
… Von den Offizieren, die ich zunächst um mich gehabt habe, muß ich meiner Pflicht gemäß zu besonderen Gnaden empfehlen... 3. den Lieutenant Graf von Reichenbach ,... Ist von unermüdlicher Thätigkeit, sehr brav und sein ausgezeichneter Patriotismus, der ihn zu jeder Aufopferung fähig macht, feines Ehrgefühl und vortrefflicher Karakter verdienen E.M. besondere Gnade...
In einem Generalrapport über die Ereignisse bei der Verteidigung der Festung Glatz heißt es:
… Gefecht am 4. Juni 1807. Außer dem p. zeichneten sich noch der Graf von Reichenbach .... besonders aus. Er führte die Kavallerie mehrmals mit Succeß zur Attake.... .Er zeichnete sich ferner am 24. bei der Zurückbringung eines Theils des Geschützes aus dem verloren Lager bei Glatz aus.....
Der König verlieh Reichenbach und anderen mit Allerhöchster Kabinettsorder vom 17. Dezember 1807 an Generalleutnant von Grawert den Orden Pour le Merite.
… will Ich zum Beweise Meiner Gnade … dem Lieutenant Graf von Reichenbach den Orden für das Verdienst verleihen.
Nach Kriegsende diente Christoph von Reichenbach weiter in der Preußischen Armee und stieg bis zum Rang eines Oberstleutnants auf. Neben seinen militärischen Aufgaben verwaltete er auch seine Güter, denn er war auch Herr der Herrschaft Groß-Schönwald und bis 1798 auch des Gutes Branitz. Er war ferner auch Obererbjägermeister in Schlesien.

### Familie
Er heiratete am 8. September 1816  Charlotte Henriette Luise Elisa von Reichenbach-Goschütz (* 31. August 1795; † 4. Dezember 1871), die Tochter seines Bruders Heinrich Leopold von Reichenbach-Goschütz. Das Paar hatte folgende Kinder:
- Heinrich Friedrich Gustav Franciskus (* 6. August 1819; † 4. März 1820)
- Francisca Henriette Marie (* 25. März 1821; † 24. Dezember 1824)
- Heinrich Bogdan Julius (* 24. April 1823; † 13. November 1831)
- Henriette Eugenie Johanna (* 25. November 1824; † 27. April 1826)
- Heinrich Gottlob Eugen Hugo (* 15. Oktober 1826; † 6. März 1907) ⚭ Helene von Bethusy-Huc (* 28. Juli 1832; † 6. März 1907)
- Heinrich Wittekind Guido (* 25. Januar 1829; † 15. April 1829)